# Charlotte Lembach
Charlotte Hélène Justine Lembach (ur. 1 kwietnia 1988 w Strasburgu) – francuska szablistka, srebrna medalistka olimpijska i czterokrotna medalistka mistrzostw świata.
Na igrzyskach olimpijskich w Tokio reprezentantki Francji w składzie: Manon Brunet, Cécilia Berder, Charlotte Lembach i Sara Balzer zajęły drugie miejsce w rywalizacji drużynowej. W zawodach indywidualnych zajęła 22. miejsce. Podczas rozgrywanych w 2016 roku igrzysk w Rio de Janeiro była czternasta indywidualnie i ósma drużynowo.
Kilkukrotnie zdobywała drużynowo medale mistrzostw świata, w tym złoty na MŚ w Wuxi (2018), srebrne podczas MŚ w Kazaniu (2014) i MŚ w Budapeszcie (2019) oraz brązowy na MŚ w Lipsku (2017).
Zdobyła srebro w szabli drużynowej na mistrzostwach Europy w Strasburgu w 2014 roku. W tej samej konkurencji zdobyła także srebro na mistrzostwach Europy w Montreux (2015), mistrzostwach Europy w Toruniu (2016) oraz brąz na mistrzostwach Europy w Tbilisi (2017), mistrzostwach Europy w Nowym Sadzie (2018) i mistrzostwach Europy w Düsseldorfie (2019). Ponadto była druga indywidualnie na ME 2015 i trzecia na ME 2016.